# Мали-Зворник
Мали-Зворник (серб. Мали Зворник) — город в Сербии, в Мачванском округе, центр общины Мали-Зворник.  Город Мали-Зворник расположен в живописных местах западной Сербии, регион Шумадия, на правом берегу Дрины, в 29 км от города Лозница, и 164 км от центра Белграда. На другом берегу реки - город Зворник республики Сербской в составе Боснии и Герцеговины.

## География

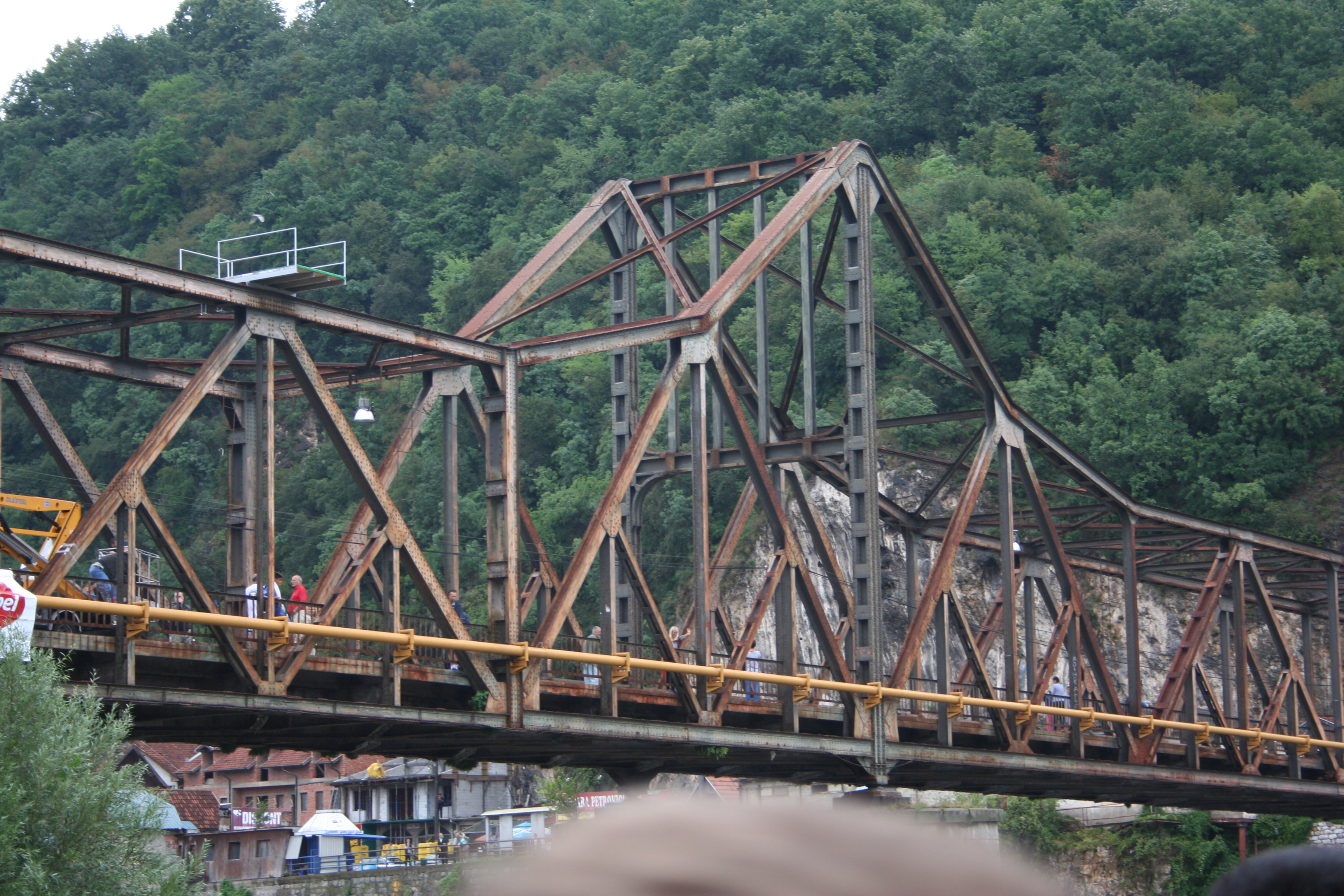
Мост короля Александра I Караджорджевича на Дрине, между Малым Зворником и Зворником в Республике Сербской

Город размещён напротив города боснийского города Зворник на правом берегу реки Дрина, географического региона Подринье. Город расположен на высоте от 150 до 856 метров над уровнем моря, и с одной стороны ограничен рекой Дрина, а с других сторон окружен горами. С боснийским Зворником город соединен двумя мостами, автомобильным и пешеходным.  Рядом находиться живописное Зворницкое Озеро, образованное плотиной ГЭС на реке Дрина.

## История
Первые следы человека на территории города относятся к бронзовому веку. Также на территории города есть следы присутствия Римской империи.
Недалеко от города есть средневековая крепость, которая предположительно была построена в начале 15 века в период Сербской деспотии.
В период правления на этой территории Османской империи городок входил в состав Боснийского пашалыка.
Позже Мали-Зворник стал частью Королевства Сербия.
В городе доступен для посещения достопримечательность Подземный город Караджорджевича
а так-же Археологический памятник «Орловино»

## Население
Согласно данным на 2011 год этнический состав общины Малого Зворника был следующим, причем в самом поселке Мали Зворник проживает 4297 человек:
- Сербы — 11 677
- Славяне-мусульмане и бошняки — 448
- другие - 128

## Поселения
Помимо города Мали Зворник, в состав муниципалитета входят следующие населенные пункты:
- Амаич
- Брасина
- Будишич
- Кулина
- Читлук
- Донья Борина
- Донья Трешница
- Радалж
- Сакар
- Велика Река
- Волёвци

## Экономика
В Лознице расположены заводы по производству прицепов «ФАК Лозница».
Также в городе есть завод итальянского производителей женских чулков и нижнего белья «Golden Lady».
В Лознице есть производство текстиля.

## Спорт
В Лознице есть футбольный клуб «ФК Лозница».

## Города-побратимы
- Плоцк, Польша
- Иванич-Град, Хорватия

## Известные личности
- Вук Караджич (1787—1864), языковед
- Йован Цвиич (1865—1927), географ, этнограф и геолог
- Стефан Драгутин, король Сербии (1276—1282) и Срема (1282—1316)

## Галерея

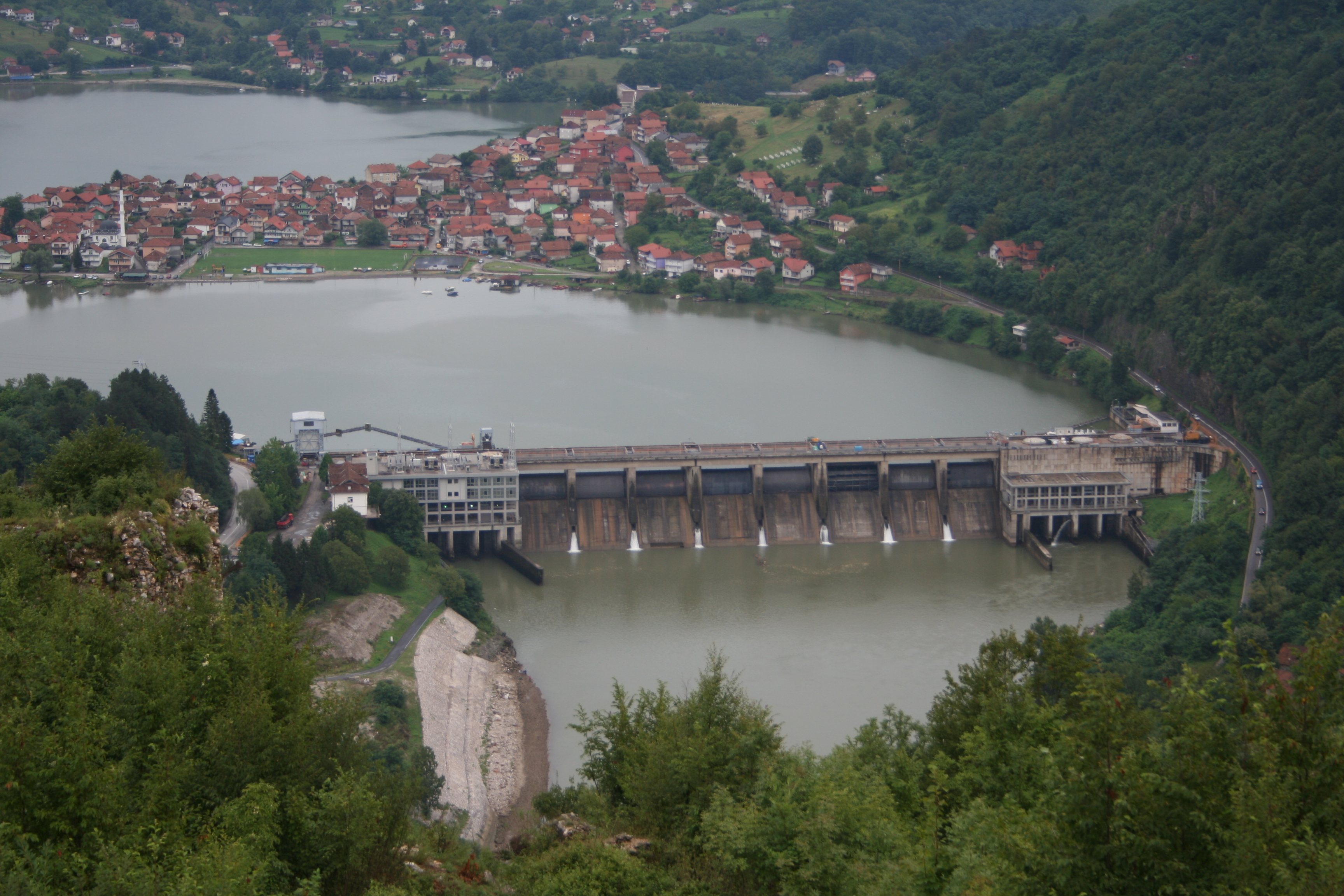
Гидроэлектростанция "Зворник"
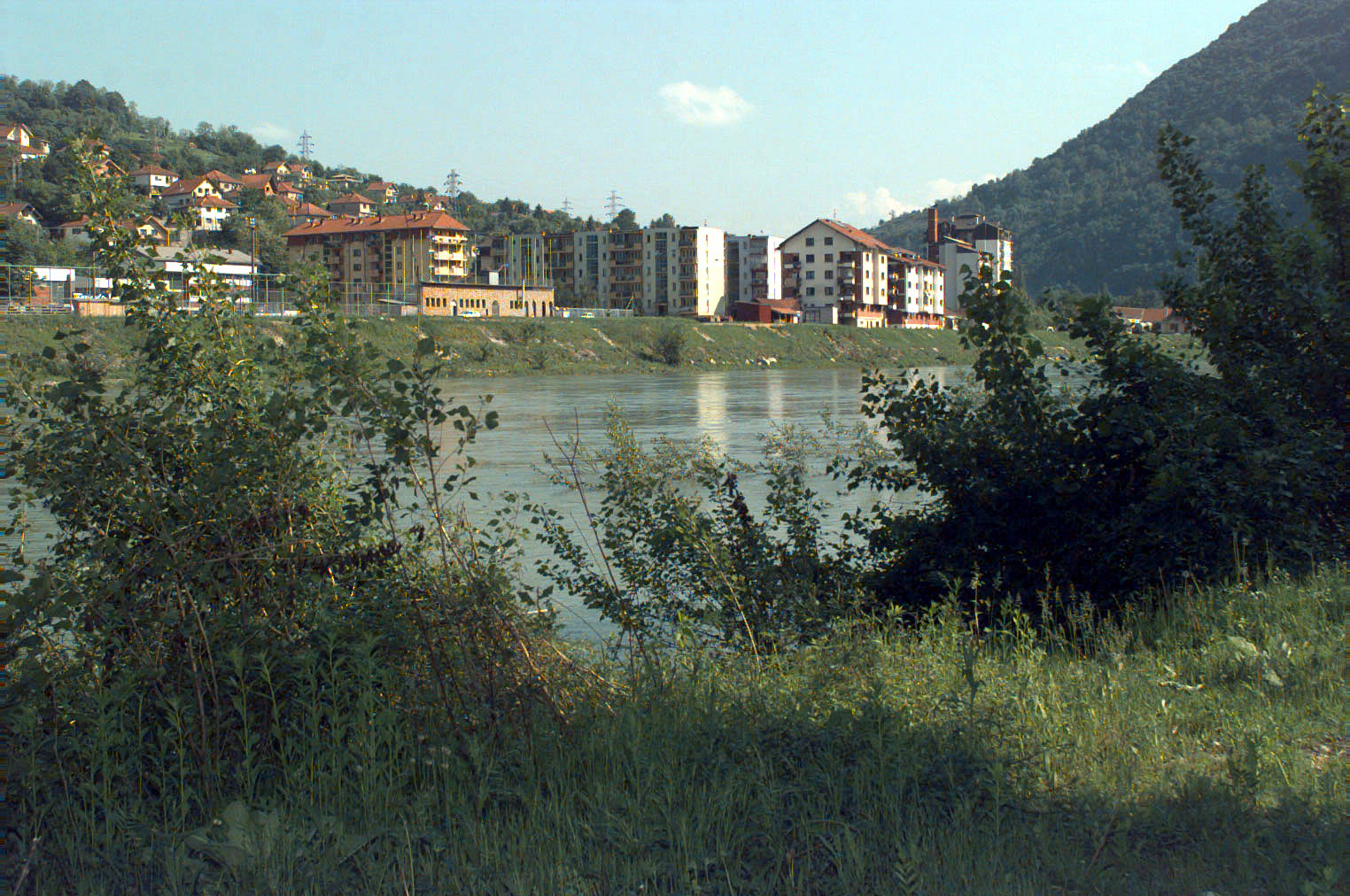
Мали-Зворник
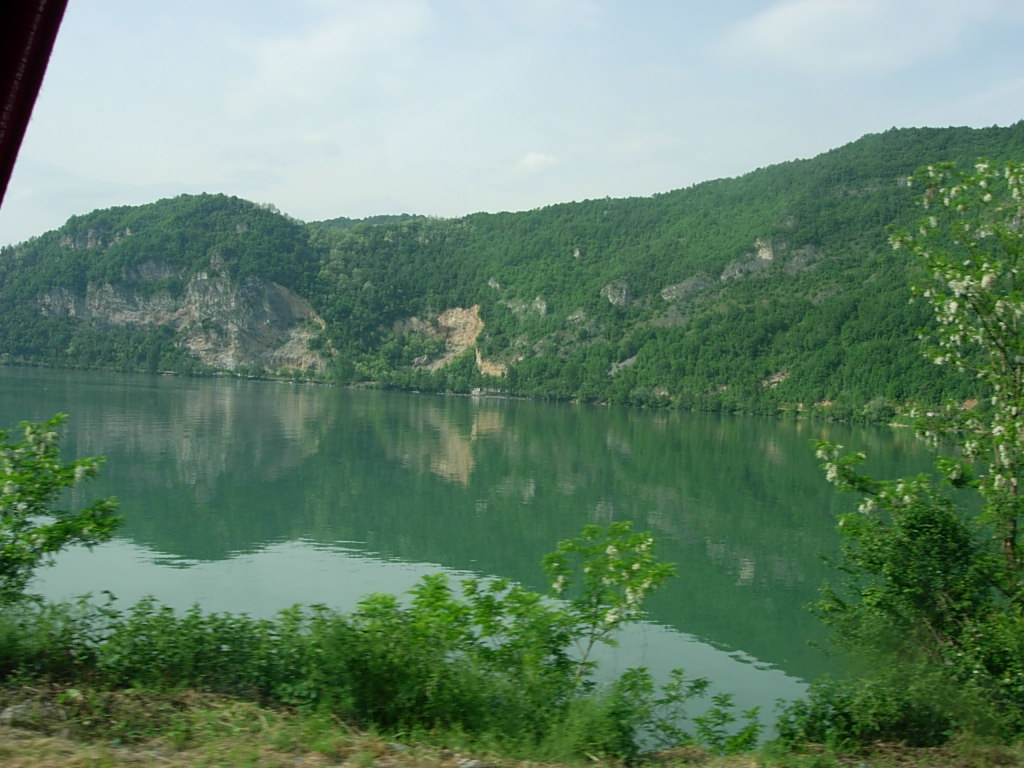
Река Дрина в городе Мали-Зворник
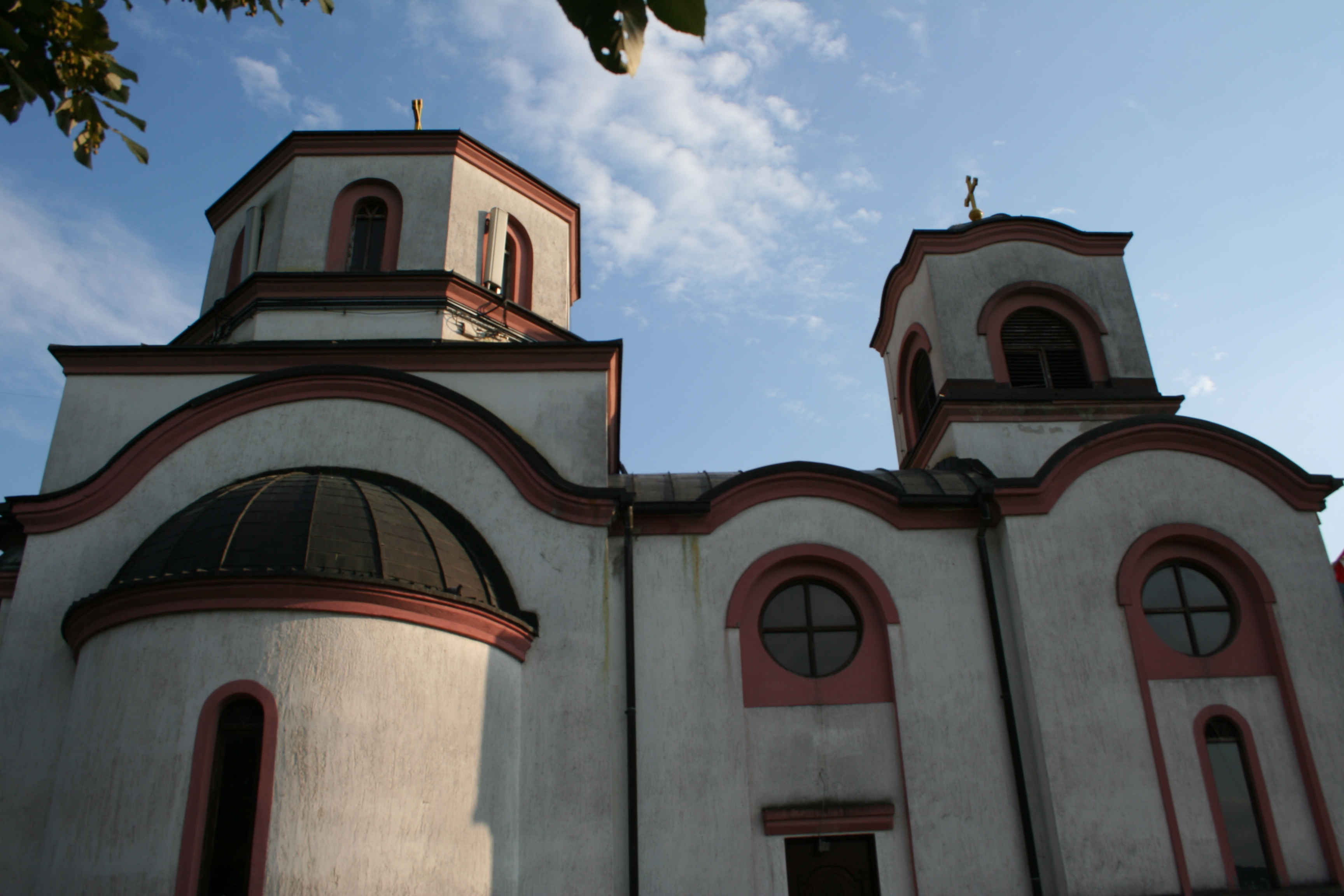
Церковь Собора сербских святых, Мали-Зворник
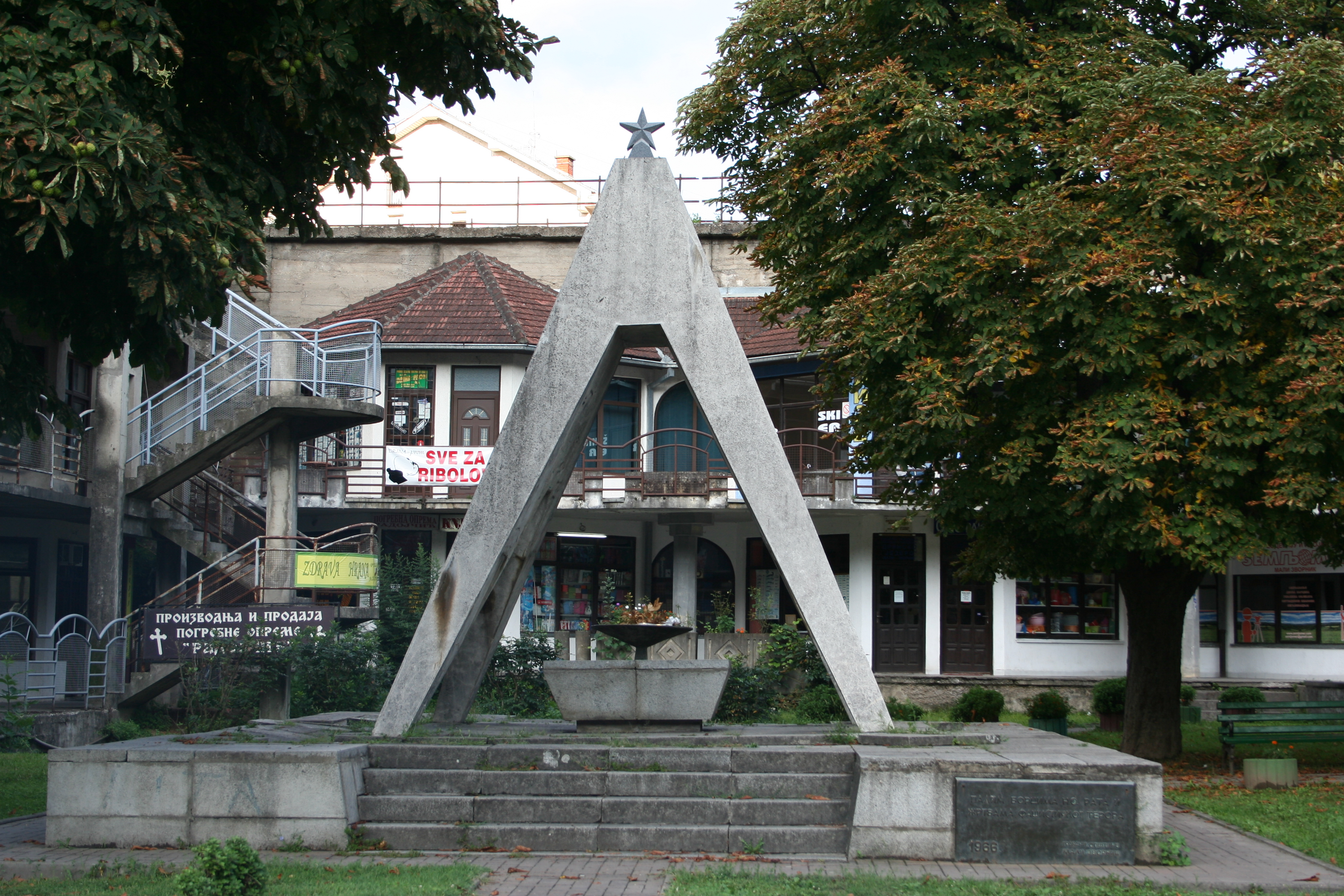
Памятник Национально-освободительной войне, Мали-Зворник
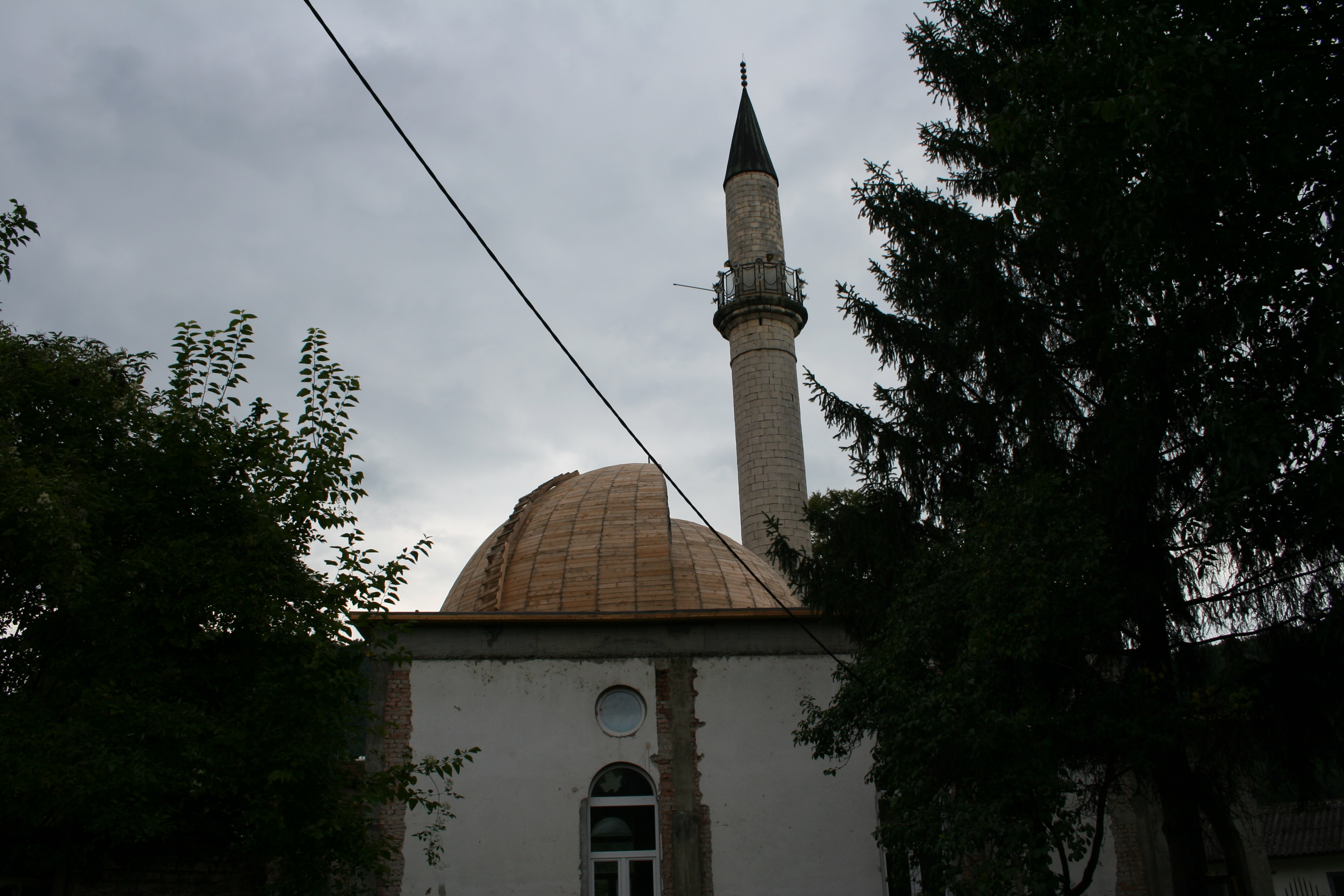
"Джамия" Мечеть Мали-Зворник

## Внешние ссылки
- Официальный сайт
- Туристическая организация муниципалитета Мали Зворник